# フォーリーブスのヤンヤン体操
- フォーリーブス > フォーリーブスのヤンヤン体操
- 歌え!ヤンヤン! > フォーリーブスのヤンヤン体操

「フォーリーブスのヤンヤン体操」（フォーリーブスのヤンヤンたいそう）は、1972年7月1日にCBS・ソニーレコード（現：ソニー・ミュージックレーベルズ）から発売されたフォーリーブスの15枚目のシングルである。
東京12チャンネル（現：テレビ東京）で放送された、フォーリーブスがメインレギュラーのバラエティ番組『歌え!ヤンヤン!』の挿入歌。

## 収録曲
全作曲：三保敬太郎、全編曲：岩崎宏康
1. フォーリーブスのヤンヤン体操
作詞：田村隆
2. フォーリーブスのヤンヤンソング
作詞：田村隆、神坂薫